# 黃花夾竹桃

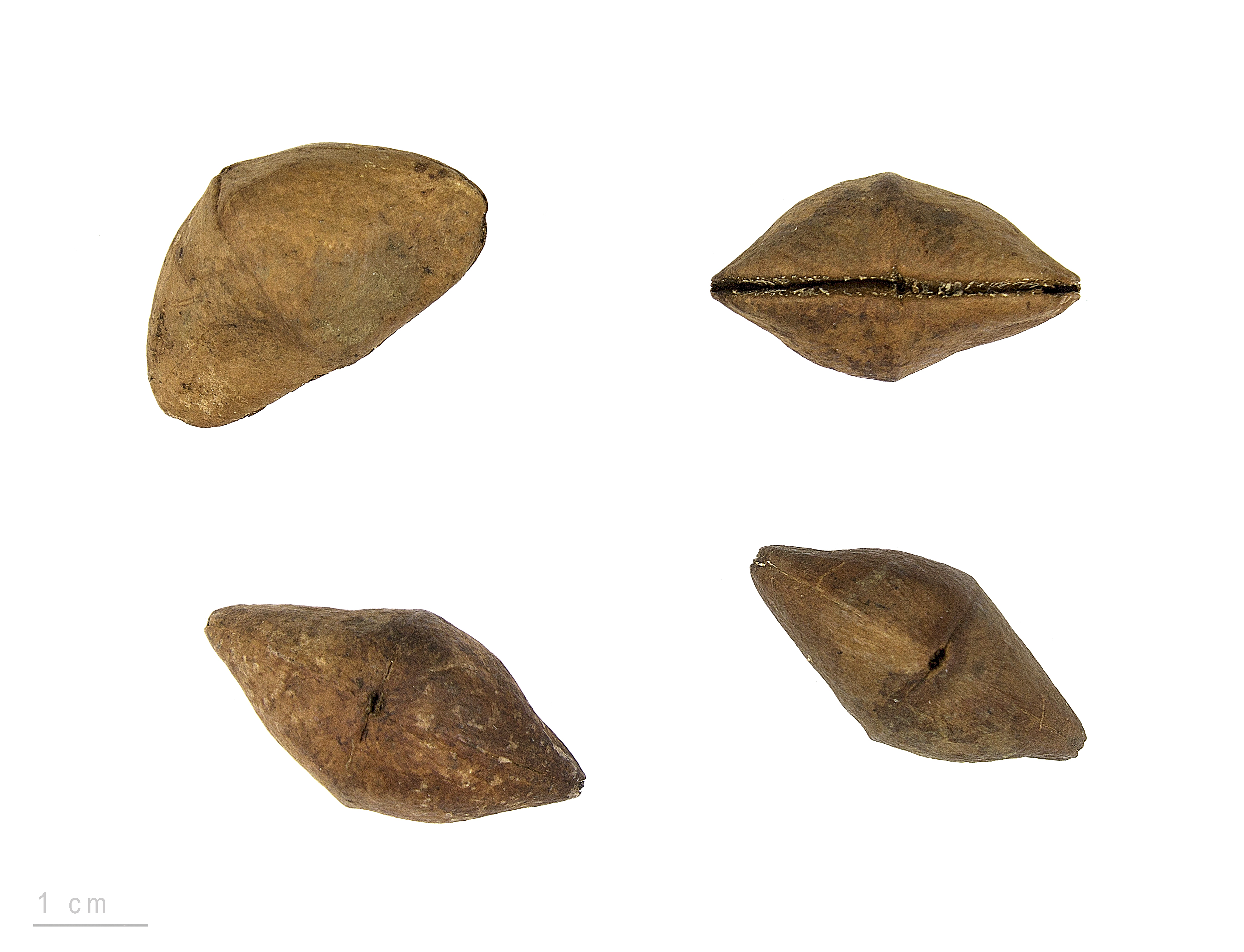
Thevetia peruviana

黃花夾竹桃（學名：Thevetia peruviana），亦稱黃酒杯花，夾竹桃科黃花夾竹桃屬，常見灌木或小喬木。其种加词“peruviana”意为“秘鲁的”。

## 形态
樹型較夾竹桃高大，高約2-5米，富含乳汁；形状披针形叶子互生；夏秋開黃花，有香气，聚伞花序顶生；扁三角状球形核果，熟时黑色，果實像桃子一樣，割切樹幹時有乳液滲出。果期在8月至明年2月。

## 分布
黃花夾竹桃原產於南美洲、中美洲及印度，現在世界都廣泛栽植於熱帶及亞熱帶地區例如：臺灣、以及中國大陸的福建、海南、廣東、雲南等地有栽培，一般只是作觀賞用途。

## 毒性
全株有毒。人類中毒時會對口腔及胃部黏膜造成局部刺激，繼而嘔吐, 腹瀉, 延續頭痛及腹痛。雖然如此，中醫則認為有藥用價值，可用作強心藥，但長期使用亦會發生洋地黃樣蓄積中毒反應。
樹液及種子對家畜有劇毒
- 種子：含黃夾甙甲及乙（Thevetin A & B）、黃夾次甙甲、乙、丙、丁（Peruvoside, Neriifolin, Ruvoside, Perusitin）及單乙酰黃夾次甙乙（Cerberin）等。

## 外部連結
- 黃花夾竹桃
- 黃花夾竹桃, Huanghuajiazhutao （页面存档备份，存于） 藥用植物圖像數據庫 (香港浸會大學中醫藥學院) （繁體中文）（英文）